# Chicago Film Critics Association Award per la miglior colonna sonora originale
Il Chicago Film Critics Association Award per la migliore colonna sonora originale (CFCA for Best Original Score) è una categoria di premi assegnata dalla Chicago Film Critics Association, per l'autore della migliore colonna sonora dell'anno.
È stata introdotta nella cerimonia tenutasi nel 1994.

## Vincitori e candidati
I vincitori sono indicati in grassetto, con a seguire gli eventuali altri candidati in ordine alfabetico.

### Anni 1990
- 1993
  - Michael Nyman - Lezioni di piano (The Piano)
- 1994
  - Hans Zimmer - Il re leone (The Lion King)
- 1995
  - Randy Newman - Toy Story - Il mondo dei giocattoli (Toy Story)
  - Mason Daring - Il segreto dell'isola di Roan (The Secret of Roan Inish)
  - Elliot Goldenthal - Heat - La sfida (Heat)
  - James Horner - Apollo 13
  - John Lurie - Get Shorty
- 1996
  - Carter Burwell - Fargo
  - Elliot Goldenthal - Michael Collins
  - Randy Newman - James e la pesca gigante (James and the Giant Peach)
  - Howard Shore - Music Graffiti (That Thing You Do!)
  - Neil Young - Dead Man
- 1997
  - James Horner - Titanic
  - Mychael Danna - Il dolce domani (The Sweet Hereafter)
  - Jerry Goldsmith - L.A. Confidential
  - Philip Glass - Kundun
  - Michael Nyman - Gattaca - La porta dell'universo (Gattaca)
- 1998
  - Burkhard von Dallwitz - The Truman Show
  - Danny Elfman - Soldi sporchi (A Simple Plan)
  - Elliot Goldenthal - The Butcher Boy
  - David Hirschfelder - Elizabeth
  - Randy Newman - A Bug's Life - Megaminimondo (A Bug's Life)
- 1999
  - Trey Parker e Marc Shaiman - South Park: il film - Più grosso, più lungo & tutto intero (South Park: Bigger, Longer & Uncut)
  - John Corigliano - Il violino rosso (Le Violon rouge)
  - Jocelyn Pook - Eyes Wide Shut
  - Rachel Portman - Le regole della casa del sidro (The Cider House Rules)
  - Tom Tykwer, Johnny Klimek e Reinhold Heil - Lola corre (Lola rennt)

### Anni 2000
- 2000
  - Tan Dun - La tigre e il dragone (Wòhǔ Cánglóng)
  - Björk - Dancer in the Dark
  - T-Bone Burnett - Fratello, dove sei? (O Brother, Where Art Thou?)
  - Jean-Benoît Dunckel e Nicolas Godin - Il giardino delle vergini suicide (The Virgin Suicides)
  - Hans Zimmer e Lisa Gerrard - Il gladiatore (Gladiator)
- 2001
  - Howard Shore - Il Signore degli Anelli - La Compagnia dell'Anello (The Lord of the Rings: The Fellowship of the Ring)
  - Angelo Badalamenti - Mulholland Drive (Mulholland Dr.)
  - Michael Galasso e Shigeru Umebayashi - In the Mood for Love (Huāyàng niánhuá)
  - James Horner - A Beautiful Mind
  - John Williams - A.I. - Intelligenza artificiale (Artificial Intelligence: A.I.)
- 2002
  - Elmer Bernstein - Lontano dal Paradiso (Far from Heaven)
  - Jon Brion - Ubriaco d'amore (Punch-Drunk Love)
  - Philip Glass - The Hours
  - Joe Hisaishi - La città incantata (Sen to Chihiro no kamikakushi)
  - Howard Shore - Il Signore degli Anelli - Le due torri (The Lord of the Rings: The Two Towers)
- 2003
  - Howard Shore - Il Signore degli Anelli - Il ritorno del re (The Lord of the Rings: The Return of the King)
  - Danny Elfman - Big Fish - Le storie di una vita incredibile (Big Fish)
  - Benoît Charest - Appuntamento a Belleville (Les Triplettes de Belleville)
  - Philip Glass - The Fog of War - La guerra secondo Robert McNamara (The Fog of War)
  - Gabriel Yared - Ritorno a Cold Mountain (Cold Mountain)
- 2004
  - Howard Shore - The Aviator
- 2005
  - Gustavo Santaolalla - I segreti di Brokeback Mountain (Brokeback Mountain)
  - Danny Elfman - La fabbrica di cioccolato (Charlie and the Chocolate Factory)
  - James Newton Howard - King Kong
  - John Williams - Memorie di una geisha (Memoirs of a Geisha)
  - Hans Zimmer e James Newton Howard - Batman Begins
- 2006
  - Clint Mansell - The Fountain - L'albero della vita (The Fountain)
  - Alexandre Desplat - The Queen - La regina (The Queen)
  - Kyle Eastwood e Michael Stevens - Lettere da Iwo Jima (Letters from Iwo Jima)
  - Philip Glass - Diario di uno scandalo (Notes on a Scandal)
  - Gustavo Santaolalla - Babel
- 2007
  - Glen Hansard e Markéta Irglová - Once (Una volta) (Once)
  - Nick Cave e Warren Ellis - L'assassinio di Jesse James per mano del codardo Robert Ford (The Assassination of Jesse James by the Coward Robert Ford)
  - Alexandre Desplat - Lussuria - Seduzione e tradimento (Sè, jiè)
  - Jonny Greenwood - Il petroliere (There Will Be Blood)
  - Dario Marianelli - Espiazione (Atonement)
- 2008
  - Thomas Newman - WALL•E
  - Alexandre Desplat - Il curioso caso di Benjamin Button (The Curious Case of Benjamin Button)
  - Danny Elfman - Milk
  - A. R. Rahman - The Millionaire (Slumdog Millionaire)
  - Hans Zimmer e James Newton Howard - Il cavaliere oscuro (The Dark Knight)
- 2009
  - Michael Giacchino - Up
  - Carter Burwell e Karen O - Nel paese delle creature selvagge (Where the Wild Things Are)
  - Alexandre Desplat - Fantastic Mr. Fox
  - Marvin Hamlisch - The Informant!
  - James Horner - Avatar

### Anni 2010
- 2010
  - Clint Mansell - Il cigno nero (Black Swan)
  - John Adams - Io sono l'amore (I Am Love)
  - Carter Burwell - Il Grinta (True Grit)
  - Trent Reznor e Atticus Ross - The Social Network
  - Hans Zimmer - Inception
- 2011
  - Cliff Martinez - Drive
  - Ludovic Bource - The Artist
  - The Chemical Brothers - Hanna
  - Trent Reznor e Atticus Ross - Millennium - Uomini che odiano le donne (The Girl with the Dragon Tattoo)
  - Howard Shore - Hugo Cabret (Hugo)
- 2012
  - Jonny Greenwood - The Master
  - Alexandre Desplat - Moonrise Kingdom - Una fuga d'amore (Moonrise Kingdom)
  - Alexandre Desplat - Argo
  - Alexandre Desplat - Zero Dark Thirty
  - Dan Romer e Benh Zeitlin - Re della terra selvaggia (Beasts of the Southern Wild)
- 2013
  - William Butler e Owen Pallett - Lei (Her)
  - Alfonso de Vilallonga - Blancanieves
  - Cliff Martinez e Skrillex - Spring Breakers - Una vacanza da sballo (Spring Breakers)
  - Steven Price - Gravity
  - Hans Zimmer - 12 anni schiavo (12 Years a Slave)
- 2014
  - Mica Levi - Under the Skin
  - Alexandre Desplat - Grand Budapest Hotel (The Grand Budapest Hotel)
  - Alexandre Desplat - The Imitation Game
  - Antonio Sánchez - Birdman
  - Hans Zimmer - Interstellar
- 2015
  - Ennio Morricone - The Hateful Eight
  - Carter Burwell - Carol
  - Disasterpeace - It Follows
  - Michael Giacchino - Inside Out
  - Junkie XL - Mad Max: Fury Road
- 2016
  - Mica Levi - Jackie
  - Nicholas Britell - Moonlight
  - Justin Hurwitz - La La Land
  - Jóhann Jóhannsson - Arrival
  - Cliff Martinez - The Neon Demon
- 2017
  - Jonny Greenwood - Il filo nascosto (Phantom Thread)
  - Alexandre Desplat - La forma dell'acqua - The Shape of Water (The Shape of Water)
  - Michael Giacchino - The War - Il pianeta delle scimmie (War for the Planet of the Apes)
  - Benjamin Wallfisch e Hans Zimmer - Blade Runner 2049
  - Hans Zimmer - Dunkirk
- 2018
  - Nicholas Britell - Se la strada potesse parlare (If Beale Street Could Talk)
  - Jonny Greenwood - A Beautiful Day - You Were Never Really Here (You Were Never Really Here)
  - Justin Hurwitz - First Man - Il primo uomo (First Man)
  - Jóhann Jóhannsson - Mandy
  - Thom Yorke - Suspiria
- 2019
  - Alexandre Desplat - Piccole donne (Little Women)
  - Michael Abels - Noi (Us)
  - Randy Newman - Storia di un matrimonio (Marriage Story)
  - Thomas Newman - 1917
  - Oneohtrix Point Never - Diamanti grezzi (Uncut Gems)

### Anni 2020
- 2020[1][2]
  - Trent Reznor, Atticus Ross e Jon Batiste - Soul - Quando un'anima si perde (Soul)
  - Terence Blanchard - Da 5 Bloods - Come fratelli (Da 5 Bloods)
  - Ludwig Göransson - Tenet
  - Branford Marsalis - Ma Rainey's Black Bottom
  - Trent Reznor e Atticus Ross - Mank
- 2021[3][4]
  - Jonny Greenwood - Il potere del cane (The Power of the Dog)
  - Ron Mael e Russell Mael - Annette
  - Hans Zimmer - Dune
  - Alexandre Desplat - The French Dispatch of the Liberty, Kansas Evening Sun
  - Jonny Greenwood - Spencer

- 2022[5][6]
  - Justin Hurwitz - Babylon
  - Carter Burwell - Gli spiriti dell'isola (The Banshees of Inisherin)
  - Michael Giacchino - The Batman
  - Alexandre Desplat - Pinocchio di Guillermo del Toro (Guillermo del Toro's Pinocchio)
  - M. M. Keeravani - RRR

- 2023[7][8]
  - Robbie Robertson - Killers of the Flower Moon
  - Mark Ronson e Andrew Wyatt - Barbie
  - Ludwig Goransson - Oppenheimer
  - Jerskin Fendrix - Povere creature! (Poor Things)
  - Mica Levi - La zona d'interesse (The Zone of Interest)
- 2024[9]
  - Challengers – Trent Reznor e Atticus Ross
  - The Brutalist – Daniel Blumberg
  - Dune - Parte due (Dune: Part Two) – Hans Zimmer
  - Nosferatu – Robin Carolan
  - Wicked (Wicked: Part I) – John Powell e Stephen Schwartz
  - Il robot selvaggio (The Wild Robot) – Kris Bowers